# Houzou Prenam
Houzou Prenam, née le 20 septembre 1982 au Togo, est un médecin lieutenant-colonel des forces armées togolaises et première et seule femme docteur des forces armées togolaises.

## Enfance et formation
Houzou Prenam, de son nom complet Prénam Grâce Houzou, a vule jour le 20 septembre 1982 au Togo. Elle obtient un baccalauréat scientifique en septembre 2000 et fait son entrée, sur concours, à l’école du service de santé des armées de Lomé. Elle obtient le brevet militaire de parachutisme au centre d’entrainement des troupes aéroportées de Lomé en août 2002. Prénam Grâce Houzou a obtenu son doctorat en Juin 2008 en Médecine générale au sein de la faculté des sciences de la santé de l'Université de Lomé. Elle obtient en octobre 2013 à l'Université de Cocody à  Abidjan ( Côte d'ivoire) son certificat de spécialisation en Rhumatologie,,.

## Carrière
Devenue première femme de Forces armées togolaises à être admise au concours d’entrée à l’internat des hôpitaux du Togo. Elle est devenue médecin spécialiste rhumatologue en 2013. Reconnu par CAMES en juin 2015 Maître-Assistante en Rhumatologie. En novembre 2018, elle devient professeure Agrégée en Rhumatologie au concours d’agrégation de médecine du CAMES à Libreville (Gabon). Quatre ans plus tard, à Conakry et à l’issue de la 45e Session des Comités Consultatifs Interafricains (CCI) du CAMES organisée du 28 au 30 juillet de cette année 2022 qu’elle décroche auprès de la même institution le grade de professeur titulaire en rhumatologie,,,,.